# 小松原慶太郎
小松原  慶太郎（こまつばらけいたろう、1862年（文久2年）- 1902年（明治35年）11月12日）は、日本の実業家。岡山県倉敷市出身。諱は、義直。
雄弁家として知られた。

## 略歴
小松原芳太郎の長男として倉敷村に生まれる。1866年（慶応2年）、倉敷浅尾騒動で父を失う。早くから両親を失い祖父小松原義平（善右衛門義忠、1817-1904）に養育された。終生祖父の恩を忘れず八十過ぎて足の不自由な祖父を背負って浴室に入れていた。1883年（明治16年）、21歳のときに村会議員、1888年（明治21年）、倉敷紡績所株式会社を設立。1891年（明治24年）、倉敷銀行（現中国銀行）を設立。
大日本紡績協会副会長。1895年（明治28年)に岡山県議会議員、1901年（明治34年）には県参事会員に選出された。早くから倉敷の経済復興対策を考え、大橋澤三郎、木村利太郎とともに「紡績所企業計画」を立案し、保守的色彩の濃い田舎町に新風を吹きこんだ。　
慶太郎の実弟、小松原義一(1864～1944）は1888年（明治21年）23歳のとき岡山　西大寺の田中家に養子に入る。配偶者は田中たけ（多計）、長女は初音（田中寛一の妻）。